# Mihăileni, Harghita
Mihăileni (în maghiară Csíkszentmihály), mai demult Cic-Sânmihai, este satul de reședință al comunei cu același nume din județul Harghita, Transilvania, România.

## Așezare
Localitatea Mihăileni este situată în Depresiunea Ciucului, în centrul județului Harghita, pe valea Racului, la poalele vestice ale Munților Ciucului, pe drumul județean 124, Nădejdea - Mihăileni - Satu Nou, la 15 km distanță de municipiul Miercurea Ciuc.

## Scurt istoric
În urma  mai multor descoperiri arheologice făcute pe teritoriul satului s-au adus dovezi materiale ale existenței omului pe aceste meleaguri încă din cele mai vechi timpuri, astfel lângă cimitirul vechi s-au găsit fragmente ceramice din epoca bronzului, iar în punctul "Veresmont", fragmente ceramice Hallstatt-iene din epoca Laténe a secolului VIII d. Hr.  În locul "Vár" (Cetate) se află o cetate dacică, formată din mai multe terase,  cu palisadă, cu ziduri de lemn, piatră și pământ. Din locul numit "Pământul Popii" (Papiföld) provin fragmente de vase modelate cu mâna și roata și bucăți de zgură de fier datate în sec. I î.d.Hr.-I d.Hr, iar punctele "Kerekparlog" și centrul satului s-au găsit materiale ceramice dacice și medievale.
Prima atestare documentară a satului datează din anul 1333 sub numele de sancerdos de Sancto Michaele, în anul 1539 apare sub denumirea de Zent Mijhal iar în anul 1684 ca Csikszent Mihály.
Între anii 1457 - 1467 a fost construită actuala biserică romano-catolică, pe fundamentul unei biserici mai vechi. Edificiul a suferit de-a lungul timpului mai multe transformări.
Din anul 1762 și până în 1851 satul a făcut parte din Compania a VI-a a Primului Regiment Secuiesc de Infanterie.
Începând cu anul 1876 satul Mihăileni a aparținut de Comitatul Ciuc din Regatul Ungariei, apartenență ce se încheie în anul 1920 odată cu semnarea Tratatului de la Trianon, tratat ce prevedea stabilirea frontierelor Ungariei cu vecinii săi.
În perioada interbelică localitatea aparține teritorial județului Ciuc, iar din anul 1968, odată cu desființarea Regiunii Autonome Maghiare, de zona teritorială a județului Harghita.

## Economie
Economia localității este una predominant agrară, bazată pe cultura plantelor, exploatarea fânețelor și creșterea animalelor.

## Atracții turistice

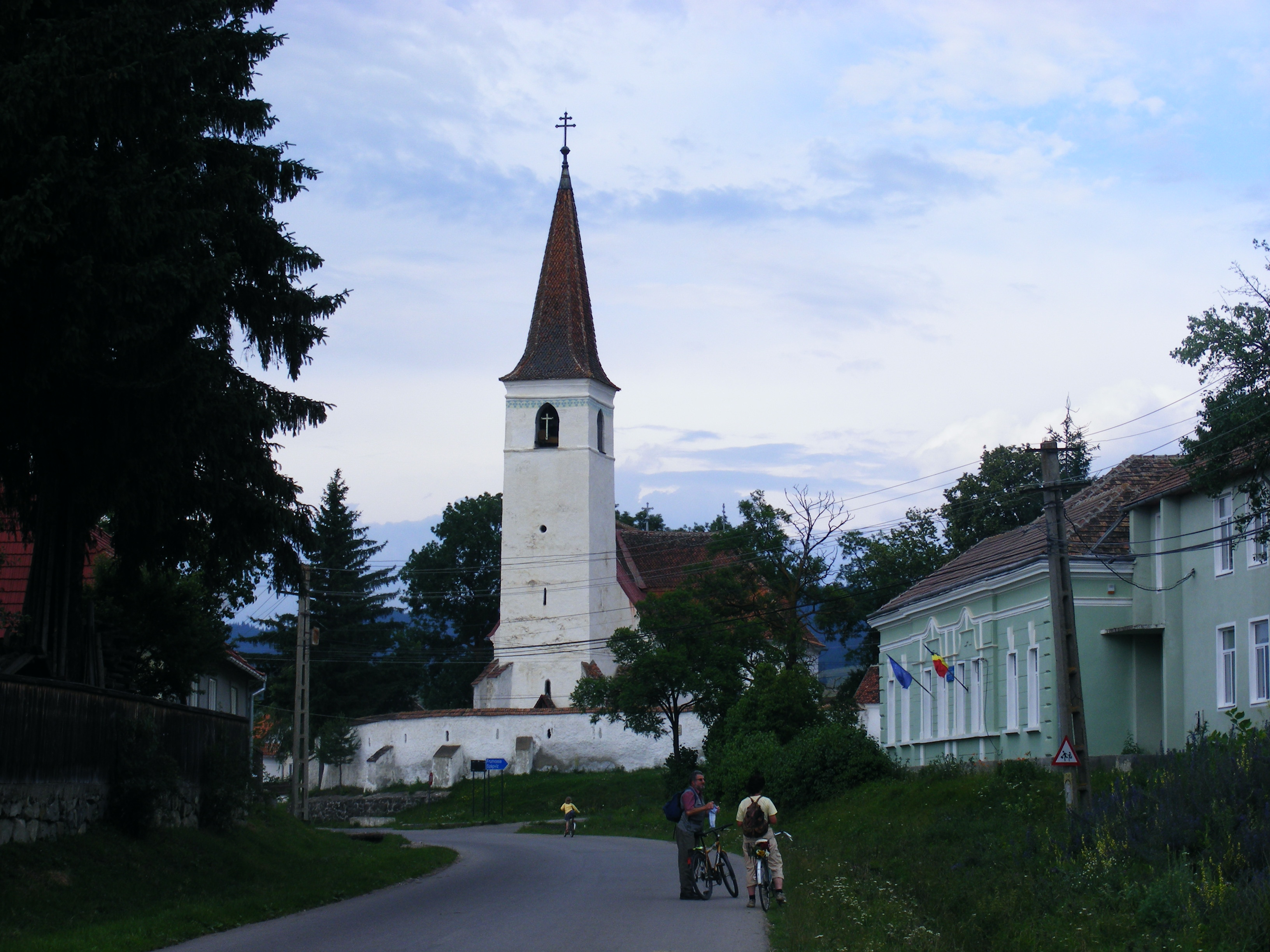
Biserica romano-catolică

- Biserica romano-catolică, construită în stil gotic între anii 1457 - 1467, suferind de-a lungul timpului mai multe transformări, cea mai importantă fiind făcută în anul 1837
- Conacul Biális, construit în anul 1837
- Moara, începutul secolului al XIX-lea
- Viaductul Caracău
- Casă de lemn din anul 1889

## Localități înfrățite
- Enese, Ungaria
- Gabčikovo, Slovacia
- Sankt Stefan, Austria

## Galerie foto

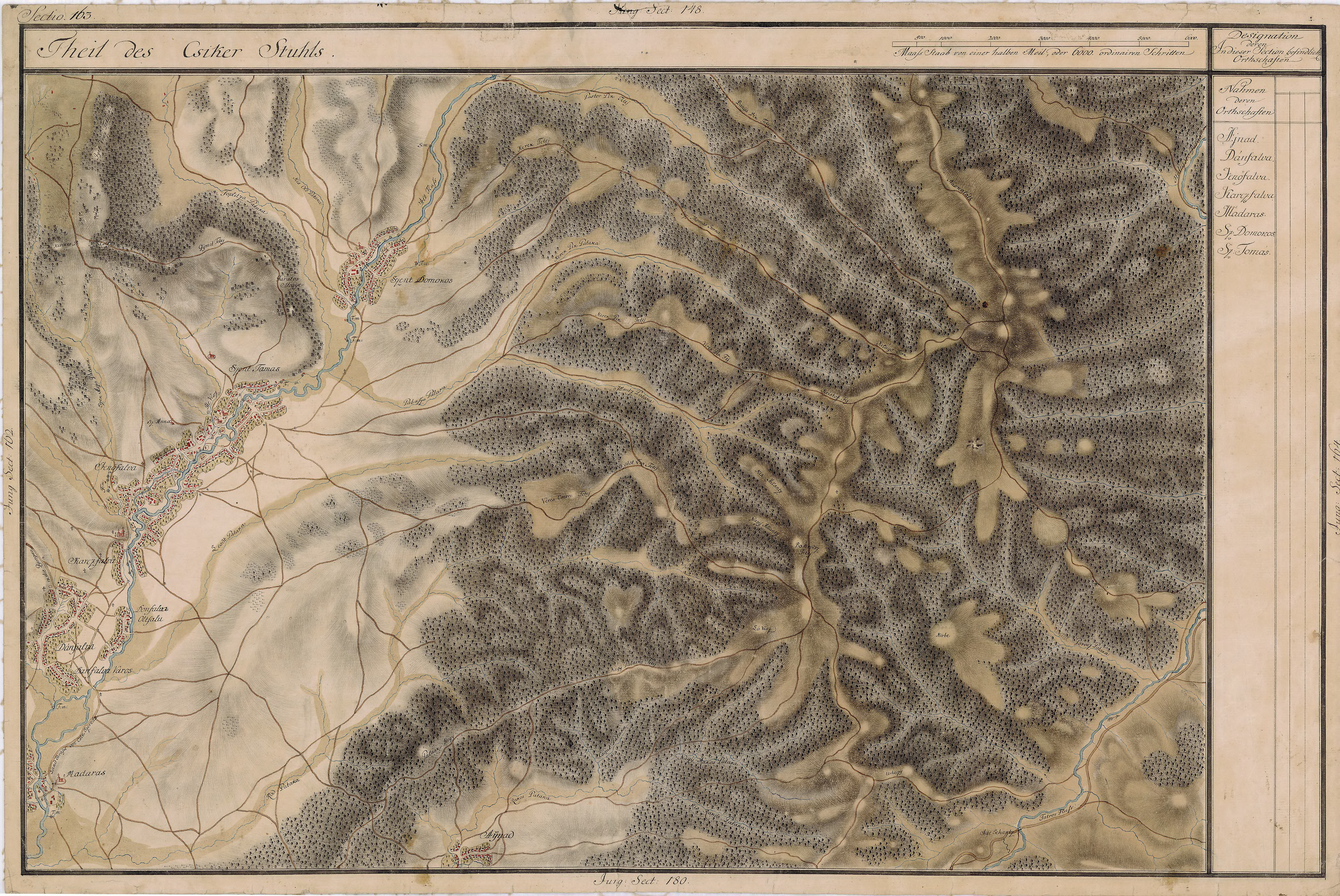
Mihăileni în Harta Iosefină a Transilvaniei, 1769-73